# UNBALANCE
「UNBALANCE」（アンバランス）は、1995年10月25日に発売された高橋克典の7枚目のシングル。

## 概要
前作「Believe Me」から5ヶ月ぶりのシングル。テレビ朝日系『花嫁は16才!』主題歌。

## 収録曲
作詞：松井五郎
1. UNBALANCE
  - 作曲：MASAKI
  - 編曲：PRIVATER
2. SWEET and WILD
  - 作曲：Char
  - 編曲：辻剛
3. UNBALANCE（オリジナル・カラオケ）